# Felix Timmermans
Leopold Maximiliaan Felix Timmermans (n. 5 iulie 1886, Lier, Flandra, Belgia – d. 24 ianuarie 1947, Lier, Flandra, Belgia) a fost un scriitor flamand.